# Husky Stadium
Le Husky Stadium est un stade de football américain et d'athlétisme de 72 500 places situé sur le campus de l'Université de Washington à Seattle.
L'équipe de football américain universitaire des Huskies de Washington évolue dans cette enceinte inaugurée en 1920.

## Histoire
Ce stade qui est le cinquième plus ancien de la NCAA Division I FBS, est la propriété de l'Université de Washington.
Le stade subi des travaux de rénovations très importants entre 2011 et 2013, l'âge et le climat très humide de la région ayant provoqué des problèmes de structure. Une partie du stade est totalement détruite pour être refaite à neuf.
Le Husky Stadium a été le stade principal des Goodwill Games 1990 les épreuves d'athlétisme ainsi que les cérémonies d'ouverture et de clôture s'y étant déroulées.
La franchise NFL des Seahawks de Seattle a également utilisé ce stade en 1994, 2000 et 2001.